# 아이든 이브라히모프
아이든 앨리 오글루 이브라히모프(아제르바이잔어: Aydın Əli oğlu İbrahimov, 러시아어: Айды́н Али́евич Ибраги́мов 아이딘 알리예비치 이브라기모프[*], 1938년 9월 17일~2021년 9월 2일)는 소련의 레슬링 선수이자 아제르바이잔의 체육인이다. 

## 경력
아제르바이잔 소비에트 사회주의 공화국 키로바바트(지금의 간자)에서 태어났다. 디나모 바쿠 레슬링팀 소속으로 활동하였으며, 1963년부터 소련 국가대표 57kg급 자유형 레슬링 선수로 활약했다. 국가대표 첫 발탁 연도인 1963년 5월에 스웨덴 헬싱보리에서 열린 1963년 세계 선수권 대회에서 일본의 이케다 히로시를 꺾고 금메달을 획득했다. 이듬해인 1964년 10월에는 일본 도쿄에서 열린 1964년 하계 올림픽에서 동메달을 획득했다. 이후 1965년에 소련 명예 체육 명인으로 선정되었으며, 1966년 5월 서독 카를스루에에서 열린 1966년 유럽 선수권 대회에서 불가리아의 얀초 파트리코프를 꺾으며 우승을 차지했다.
1967년에 현역에서 은퇴했으며 같은 해에 소련 명예 체육 지도자 칭호를 얻었다. 이후 1988년부터 1997년까지 네프치 바쿠의 회장을 맡았으며, 현역 시절 소속팀인 디나모 바쿠의 집행위원으로 활동했다.
2021년 바쿠에서 코로나19로 사망하였다.